# スティーブ・ワン
スティーブ・ワン（Steve Wang、王孫杰）
は、アメリカ合衆国のSFXアーティスト、造形作家、映画監督。バイオモーフ社CEO兼ヘッドアートディレクター、アライアンス・スタジオ共同設立者。CMディレクターのマイケル・ワンは兄弟。

## 人物
台北市で生まれ、9歳まで過ごす。1975年にカリフォルニア州に移住。子供の頃はハロウィンマスクを自作するなどして独学で造形を学び、それが仕事に繋がったとしている。
高校卒業後、映画業界に入る。大学に進学しなかった理由としてはワンは、大学の映画学科では自分が学びたかった特殊メイクなどを学ぶことができないことを挙げている。
リック・ベイカー、スタン・ウィンストンなどから造形・特殊メイク技術を学んだ後、1986年の『スペースインベーダー』でプロデビュー。
1990年の『GUYVER』で映画監督としての活動を開始。1作目は共同監督のスクリーミング・マッド・ジョージ主導だったこともあり、単独で監督した同作の続編『ガイバー/ダークヒーロー』に思い入れがあると述べている。1992年の『モンスター・パニック/アドベンチャー・オブ・カンフー・ラスカル』が単独での監督デビュー作。俳優として映画に出演した経験もあるが、「演技は好きではない」と述べている。
『ガイバー/ダークヒーロー』・『DRIVE 破壊王』などで仕事をした坂本浩一とは親交が深く、ワンの作品には坂本の所属しているアルファスタントが全て参加している。
影響を受けた作品として『片腕カンフー対空とぶギロチン』などの香港映画、『ウルトラマン』、『仮面ライダー』などの特撮番組を挙げている。

## 参加作品

### 映画
- スペースインベーダー Invaders from Mars(1986) - クリーチャー造形スタッフ
- ローラー・ブレード Roller Blade(1986) - 衣装：サムライデビル
- ハリーとヘンダスン一家 Harry and the Hendersons(1987) - 造形
- 死霊のはらわたII Evil Dead II: Dead by Dawn(1987) - 造形
- プレデター Predator(1987) - アート・デパートメント・コーディネーター、コンセプトアート
- ドラキュリアン The Monster Squad(1987) - ヘッドモンスターメイカー
- SFヘルスラッシャー Hell Comes to Frogtown(1988) - クリーチャー造形、特殊メイク
- Games of Survival(1988) - 特殊メイク
- ビートルジュース Beetlejuice(1988) - 造形
- ゴッド・フード/巨大生物の恐怖 Food of the Gods II(1989) - モデルメイカー
- ブレード・ウォリアーズ Roller Blade Warriors: Taken by Force(1989) - セカンドユニット監督
- ザ・デプス DeepStar Six(1989) - クリーチャー・ガイ
- ジッターズ／マンハッタン The Jitters(1989) - モンスターデザイン
- アリーナ Arena(1989) - 特殊効果
- エルム街の悪夢5 ザ・ドリームチャイルド A Nightmare on Elm Street 5: The Dream Child(1989) - 造形
- GUYVER Guyver(1990) - 監督、特殊メイク、クリーチャー造形
- グレムリン2 新・種・誕・生 Gremlins 2 The New Batch(1990) - 特殊効果スーパーバイザー
- モンスター・パニック/アドベンチャー・オブ・カンフー・ラスカル Kung Fu Rascals(1992) - 監督、プロデューサー、クリーチャー制作
- ガイバー/ダークヒーロー Guyver: Dark Hero(1994) - 監督、プロデューサー、ストーリー原案、編集
- 獣神サンダー・ライガー 怒りの雷鳴 FIST OF THUNDER(1994) - 監修※オリジナルビデオ
- パワーレンジャー・映画版 Mighty Morphin Power Rangers The Movie(1995) - 監督※製作中に降板[13][9]
- エイリアン4 Alien: Resurrection(1997) - 造形
- 破壊王 DRIVE Drive(1997) - 監督
- メン・イン・ブラック Men In Black(1997) - クリーチャーデザイン
- ディアボロス/悪魔の扉 The Devil's Advocate(1997) - プロジェクト・スーパーバイザー
- Beauty(1998) - 造形※テレビ映画
- GODZILLA Godzilla(1998) - ペインター
- アイドル・ハンズ Idle Hands(1998) - 造形
- アンドリューNDR114 Bicentennial Man(1999) - アート・デパートメント・スーパーバイザー
- ウィケッド・ゲーム Wicked Game(2000) - スペシャルサンクス
- PLANET OF THE APES/猿の惑星 Planet of the Apes(2001) - 造形、デザイン
- インプラント They(2002) - 造形
- クン・パオ!燃えよ鉄拳 Kung Pow: Enter the Fist(2002) - セカンドユニット監督
- Darkness Falls(2003) - 特殊効果
- アンダーワールド Underworld(2003) - アートディレクター
- ヘルボーイ Hellboy(2004) - アートスーパーバイザー
- ブレイド3 Blade 3(2004) - アートスーパーバイザー
- 地獄の変異 The Cave(2005) - アートディレクター
- Curandero(2005) - 造形
- X-MEN:ファイナル ディシジョン X-Men: The Last Stand(2006) - リードアーティスト
- アンダーワールド: エボリューション Underworld: Evolution(2006) - アートディレクター
- レディ・イン・ザ・ウォーター  Lady in the Water(2006) - 特殊効果スタッフ
- AVP2 エイリアンズVS.プレデター  Aliens vs. Predator: Requiem(2006) - クリーチャー造形
- ラスト・ブラッド Blood: The Last Vampire(2009) - 造形
- Six(2010) - 特殊メイク
- Enter the Freeman(2012) - 特殊効果
- The Visitant(2014) - 特殊メイク
- ゲヘナ(2016) - 造形
- ペイシェント・セブン Patient Seven(2016) - クリーチャー・デザイン
- 人狼 인랑(2018) - プロジェクト・リード
- Mean and Green: Creating Hell Comes to Frogtown(2019) - スペシャルサンクス
- The Deep Ones(2020) - スペシャルサンクス
- ビルとテッドの時空旅行 音楽で世界を救え! Bill & Ted Face the Music(2020) - スーパーバイジング・アートディレクター
- Nian(2021) - スーパーバイジング・アートディレクター

### テレビドラマ
- パワーレンジャー・ロスト・ギャラクシー Power Rangers Lost Galaxy(1999) - 監督（第18話）
- Sirens of the Deep(2000) - 監督、ビジュアルエフェクト
- KAMEN RIDER DRAGON KNIGHT Kamen Rider: Dragon Knight(2008) - 共同製作総指揮、監督、ストーリー原案、アクション監督

### パイロットフィルム
- Aquaman(2006) - アートディレクター、造形
- KAMEN RIDER DRAGON KNIGHT Kamen Rider: Dragon Knight(2006) - プロデューサー、監督（マイケル・ワンとの連名）、原案、脚本

### 出演
- インベージョン・アース Invasion Earth: The Aliens Are Here(1988) - 日本人観光客2
- アリーナ Arena(1989) - スロウズ
- 超時空要塞マクロスII -LOVERS AGAIN-(1992 - 1993) - その他の声※英語吹替
- モンスター・パニック/アドベンチャー・オブ・カンフー・ラスカル Kung Fu Rascals(1992) - チェン・ラーメン※主演[1]

## 受賞・ノミネート歴
- ポルト国際映画祭1993年国際ファンタジー映画最優秀作品賞 『GUYVER』（ノミネート）[14]
- ゆうばり国際ファンタスティック映画祭1997年南俊子賞 『破壊王 DRIVE』（受賞）[15]
- ファンタジア映画祭1998年インターナショナル映画賞 『破壊王 DRIVE』（受賞）[16]